# Bárður Olsen
Bárður Olsen (* 5. Dezember 1985) ist ein ehemaliger färöischer Fußballspieler, der zuletzt für B36 Tórshavn spielte und ebenfalls für die Nationalmannschaft aktiv war.

## Fußball

### Vereine
Der aus Haldórsvík stammende Mittelfeldakteur begann seine Karriere bei EB/Streymur. Als 16-Jähriger gab er 2002 am fünften Spieltag sein Debüt in der ersten Liga im Auswärtsspiel gegen KÍ Klaksvík, als er in der 73. Minute beim Stand von 1:1 für Jákup Martin Joensen eingewechselt wurde. Das Spiel ging mit 1:3 verloren. Da zum Saisonende nur der vorletzte Platz belegt wurde, folgten Relegationsspiele gegen den Zweitplatzierten der zweiten Liga, B71 Sandur, bei denen Olsen jeweils zum Einsatz kam. Nach einem 1:0 im Hinspiel ging das Rückspiel mit 0:1 verloren, daraufhin wurde ein Entscheidungsspiel angesetzt. Dieses konnte EB/Streymur mit 3:1 für sich entscheiden und verblieb somit in der obersten Spielklasse. In der Liga kam er in der nächsten Saison  zwar regelmäßig zum Einsatz, spielte jedoch nur selten komplett durch. Ab 2004 spielte er dann regelmäßig von Beginn an. In dieser Saison gelang ihm auch sein erstes Tor in der ersten Liga. Bei der 1:2-Auswärtsniederlage gegen VB Vágur am 13. Spieltag traf Olsen zum 1:1-Ausgleich.
2007 gelang Olsen mit EB/Streymur im Pokalfinale mit einem 4:3 gegen HB Tórshavn der erste Erfolg. Im Supercup gegen den färöischen Meister NSÍ Runavík folgte jedoch eine 0:4-Niederlage. Dafür konnte der Erfolg im Pokal mit einem 3:2 im Finale gegen B36 Tórshavn wiederholt werden. Ebenso gelang der Sieg in der Meisterschaft, womit das Double erreicht werden konnte. In der Meistermannschaft standen neben Olsen auch Egil á Bø, Arnbjørn Theodor Hansen und Mikkjal Thomassen. Das darauf folgende Spiel im Supercup gegen den Zweitplatzierten HB Tórshavn ging mit 1:3 abermals verloren. Im Pokal stand EB/Streymur zum dritten Mal in Folge im Finale, verlor diesmal jedoch mit 2:3 gegen Víkingur Gøta.
Zur Saison 2010 wechselte Olsen zu B36 Tórshavn. Nach nur einem Jahr kehrte er jedoch 2011 wieder zu EB/Streymur zurück. Direkt zu Saisonbeginn gewann er mit seiner Mannschaft den färöischen Supercup durch ein 2:0 gegen den Meister HB Tórshavn. Bereits zur Saisonmitte wechselte Olsen zum Zweitligisten AB Argir, kehrte im Jahr darauf nach dem gescheiterten Aufstieg jedoch wieder zu B36 Tórshavn in die erste Liga zurück. Im nächsten Jahr unterschrieb Olsen einen Vertrag bei HB Tórshavn. Gemeinsam mit Fróði Benjaminsen, Jóhan Troest Davidsen, Andrew av Fløtum, Christian Mouritsen und Símun Eiler Samuelsen gewann er somit seine zweite Meisterschaft. 2014 verließ er erneut den Verein und kehrte zu AB Argir zurück. 2016 wurde der vorletzte Platz belegt, was den Abstieg zur Folge hatte. Durch den ersten Platz in der 1. Deild gelang der sofortige Wiederaufstieg.
Nach einem neunten und siebten Platz mit AB Argir spielt Olsen seit 2020 für B36 Tórshavn.

#### Europapokal
Zehn Mal lief Olsen bisher im Europapokal auf. Sein Debüt gab er 2007/08 für EB/Streymur in der ersten Qualifikationsrunde des UEFA-Pokals gegen Myllykosken Pallo -47. Nach der 0:1-Hinspielniederlage ging das Rückspiel auf den Färöern 1:1 aus, was das Ausscheiden von EB/Streymur bedeutete.

### Nationalmannschaft
Olsen bestritt drei Länderspiele für die färöische Nationalmannschaft. Sein Debüt gab er gemeinsam mit Hans Pauli Samuelsen, Janus Joensen, Rasmus Nolsøe und Bjarni Jørgensen am 14. Mai 2006 bei der 0:4-Niederlage in einem Freundschaftsspiel gegen Polen in Wronki, als er in der 62. Minute beim Stand von 0:2 für Fróði Benjaminsen eingewechselt wurde. Zum Freundschaftsspiel gegen Portugal in Aveiro wurde er nach der verletzungsbedingten Absage von Einar Tróndargjógv erneut in den Kader berufen und kam am 20. August 2008 neben seinem debütierenden Mannschaftskameraden Egil á Bø bei der 0:5-Niederlage zu seinem zweiten Länderspieleinsatz.

### Erfolge
- 2× Färöischer Meister: 2008, 2013
- 2× Färöischer Pokalsieger: 2007, 2008
- 1× Färöischer Supercup-Sieger: 2011

## Persönliches
Olsen ist hauptberuflich als Kindergärtner tätig.